# Oleg Grabar
Oleg Grabar (* 3. November 1929 in Straßburg; † 8. Januar 2011 in Princeton, New Jersey) war ein französischer Kunsthistoriker und Archäologe, der eine führende Autorität für islamische Kunst und Architektur war. 

## Leben
Er war der Sohn des auf Byzanz spezialisierte Kunsthistorikers André Grabar. Er studierte zunächst in Paris und ging 1948 in die USA und machte 1950 Abschlüsse sowohl in Harvard als auch in Paris. 1955 wurde er an der Princeton University promoviert. Als Post-Doktorand war er Instructor an der University of Michigan in Ann Arbor. 1953 und 1960/61 war er an der American School of Oriental Research in Jerusalem. Ab 1955 war er Assistant Professor, 1959 Associate Professor und ab 1964 Professor an der University of Michigan in Ann Arbor.
Danach war Grabar von 1969 bis zur Emeritierung Professor an der Harvard University, ab 1980 als Aga Khan Professor für islamische Kunst und Architektur. 1977 bis 1982 war er Vorsitzender der Fakultät für Bildende Kunst (Fine Arts). Von 1990 bis zu seiner Emeritierung 1998 forschte er als Professor am Institute for Advanced Study in Princeton, New Jersey.
Von 1964 bis 1972 grub er Qasr al-Heir asch-Scharqi in Syrien aus, ein Wüstenschloss nordöstlich Palmyra (er schrieb darüber das Buch City in the Desert). Später grub er auch in Israel und Jordanien aus. Er befasste sich mit islamischer Kunst und Architektur in Afrika, dem Mittleren Osten und Mittelasien. Im Jahr 1983 war er einer der Gründer der Zeitschrift Muquarnas für islamische Kunstgeschichte.
Grabar war Mitglied der Académie des Inscriptions et Belles-Lettres, der American Academy of Arts and Sciences (1973), der American Philosophical Society (1990), Ehrenmitglied der Österreichischen Akademie der Wissenschaften, Fellow der British Academy (1988) und Mitglied der Medieval Academy of America. 1996 erhielt er die Giorgio Levi Della Vida Medaille, 2001 die Charles Lang Freer Medaille und 2005 den Distinguished Lifetime Achievement Award der College Art Association.
Er war mit der Anglistin Terry Grabar verheiratet und hatte einen Sohn und eine Tochter.

## Schriften (Auswahl)
- The Formation of Islamic Art, Yale University Press, New Haven / London 1973; revidierte und erweiterte Ausgabe ebenda 1987.
  - deutsch: Die Entstehung der islamischen Kunst. DuMont, Köln 1977, ISBN 3-7701-0779-9.
- The Shape of the Holy: Early Islamic Jerusalem, Princeton University Press, Princeton 1996
- Masterpieces of Islamic Art: The Decorated Page from the 8th to the 17th Century, Prestel, München 2009
- mit Renata Holod, James Knustad, William Trousdale: City in the Desert. Quasr al-Hayr East, Harvard University Press, 2 Bände, 1978
- mit Sheila Blair: Epic Images and Contemporary History: The Illustrations of the Great Mongol Shahnama, University of Chicago Press 1980
- Ayvān. In: Ehsan Yarshater (Hrsg.): Encyclopaedia Iranica. Band 3. London u. a. 1989, S. 153–155.
- The Mediation of Ornament, Princeton University Press, Princeton 1992
- The Shape of the Holy: Early Islamic Jerusalem. Princeton University Press, Princeton 1996.
- mit Glen W. Bowersock, Peter Brown (Herausgeber): Late Antiquity: A Guide to the Post-Classical World, Harvard University Press, Cambridge, Mass. 1999
- mit Richard Ettinghausen und Marilyn Jenkins-Madina: Islamic Art and Architecture 650–1250. Yale University Press, New Haven 2001 (zuerst mit Ettinghausen, Penguin Books 1987)
- Early Islamic Art 650–1100, Ashgate/Variorum 2005
- Mostly Miniatures: an introduction to persian painting, Princeton University Press, Princeton 2000
- Islamic visual culture, 1100–1800, Ashgate 2006
- The Dome of the Rock, Harvard University Press, Cambridge, Mass. 2006
- Penser l’art islamique : une esthétique de l’ornement, A. Michel, Paris 1996
- Constructing the Study of Islamic Art, 4 Bände, 2005, 2006  (gesammelte Aufsätze)
- Islamic Art and Beyond, Ashgate 2006
- The Alhambra, Harvard University Press, Cambridge, Mass. 1980
- The Great Mosque of Isfahan, New York University Press, New York 1990
- Studies in Medieval Islamic Art, London, Variorum Reprints 1976